# 시모카와 다이요
시모카와 다이요(일본어: 下川 太陽, 2002년 3월 7일~)는 일본의 축구 선수이다.

## 구단 경력
그는 2019년 J3리그의 세레소 오사카 U-23에서 뛰었다. 2020년 J3리그의 가마타마레 사누키에 입단했다. 2024년까지 76경기에 출전하여, 1득점을 넣었다. 2025년 더스파 군마로 이적했다.